# Acropora tumida
Acropora tumida е вид корал от семейство Acroporidae.

## Разпространение
Видът е разпространен в Австралия, Виетнам, Индонезия, Камбоджа, Китай, Малайзия, Провинции в КНР, Сингапур, Тайван, Тайланд, Филипини и Япония.

## Описание
Популацията на вида е намаляваща.